# Ipswich Town Football Club 2014-2015
Questa pagina raccoglie i dati riguardanti lo Ipswich Town Football Club nelle competizioni ufficiali della stagione 2014-2015.

## Organico

### Rosa
Rosa aggiornata al 2 settembre 2014.
| N. |                          | Ruolo | Calciatore             |
| -- | ------------------------ | ----- | ---------------------- |
| 1  | Inghilterra (bandiera)   | P     | Dean Gerken            |
| 2  | Norvegia (bandiera)      | D     | Jonathan Parr          |
| 3  | Inghilterra (bandiera)   | D     | Tyrone Mings           |
| 4  | Inghilterra (bandiera)   | D     | Luke Chambers          |
| 5  | Nuova Zelanda (bandiera) | D     | Thomas Jefferson Smith |
| 6  | Scozia (bandiera)        | D     | Christophe Berra       |
| 7  | Inghilterra (bandiera)   | C     | Cameron Stewart        |
| 8  | Inghilterra (bandiera)   | C     | Cole Skuse             |
| 9  | Irlanda (bandiera)       | A     | Daryl Murphy           |
| 10 | Irlanda (bandiera)       | A     | David McGoldrick       |
| 11 | Inghilterra (bandiera)   | C     | Paul Anderson          |
| 12 | Irlanda (bandiera)       | C     | Stephen Hunt           |
| 14 | Inghilterra (bandiera)   | A     | Bálint Bajner          |
| 17 | Mauritius (bandiera)     | C     | Kévin Bru              |
| 18 | Irlanda (bandiera)       | C     | Jay Tabb               |

| N. |                        | Ruolo | Calciatore         |
| -- | ---------------------- | ----- | ------------------ |
| 19 | Inghilterra (bandiera) | C     | Luke Hyam          |
| 22 | Inghilterra (bandiera) | D     | Anthony Wordsworth |
| 23 | Inghilterra (bandiera) | C     | Alex Henshall      |
| 26 | Inghilterra (bandiera) | A     | Paul Taylor        |
| 29 | Inghilterra (bandiera) | C     | Darren Ambrose     |
| 31 | Galles (bandiera)      | C     | Jack Collison      |
| 32 | Irlanda (bandiera)     | A     | Conor Sammon       |
| 33 | Polonia (bandiera)     | P     | Bartosz Białkowski |
| 38 | Galles (bandiera)      | P     | Michael Crowe      |
| 50 | Galles (bandiera)      | C     | Jonathan Williams  |
|    | Irlanda (bandiera)     | C     | Jonathan Douglas   |
|    | Inghilterra (bandiera) | C     | Giles Coke         |
|    | Guinea (bandiera)      | A     | Larsen Touré       |
|    | Danimarca (bandiera)   | D     | Jonas Knudsen      |